# HD163214
HD163214 — хімічно пекулярна зоря спектрального класу A2, що має видиму зоряну величину в смузі V приблизно  6,9.
Вона  розташована на відстані близько 345,9 світлових років від Сонця.